# Syřané

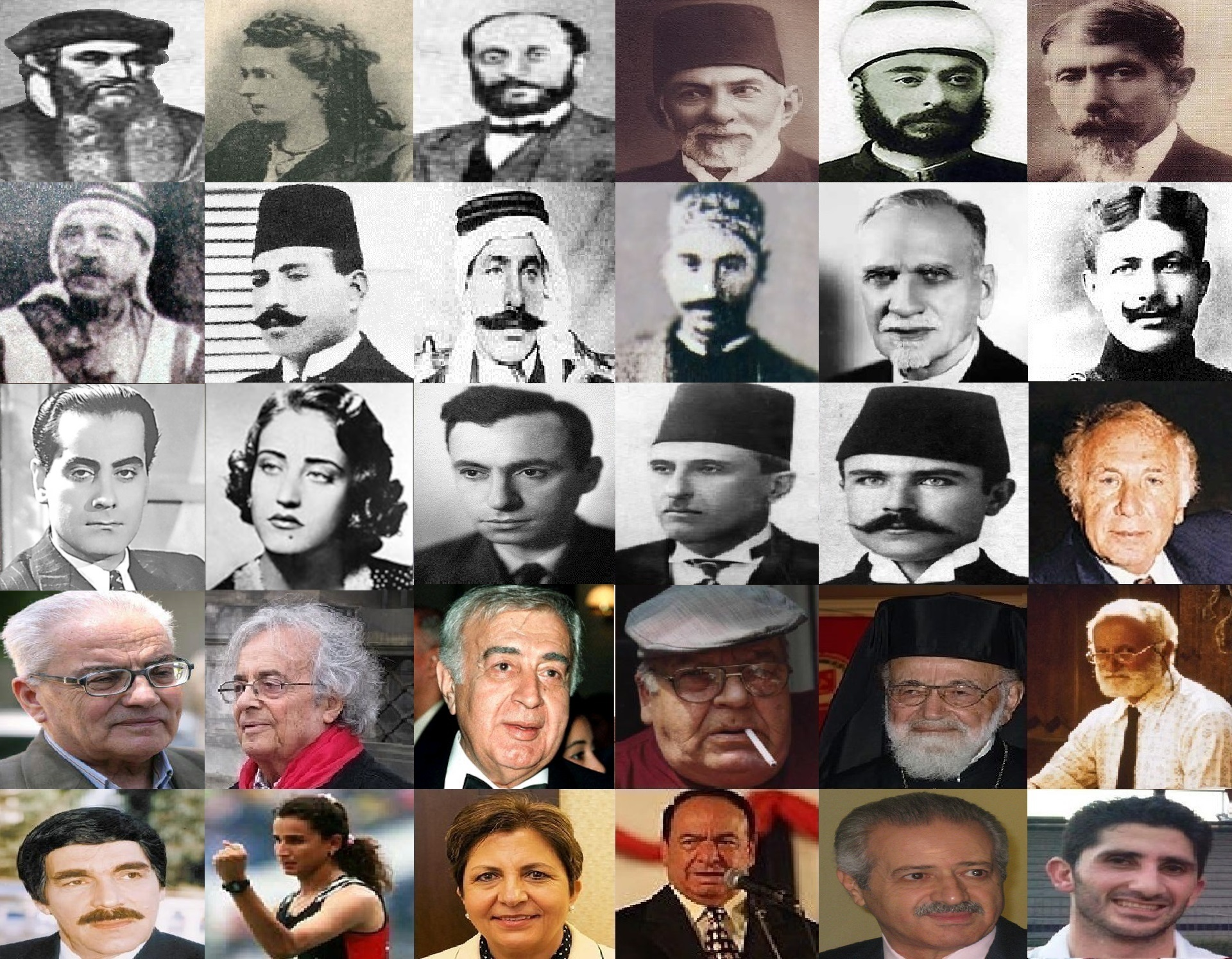
Koláž slavných Syřanů

Syřané jsou občané Syrské arabské republiky, kteří jsou semitského původu a hovoří arabsky nebo aramejsky. Dříve většina obyvatel dnešní Sýrie hovořila aramejsky, ale byli arabizováni a dnes již zbývá pouze asi 15 000 osob, které hovoří specifickým syrským dialektem aramejštiny – západní aramejštinou. Mezi Syřany se také někdy počítají nesemitské etnické skupiny žijící na území Sýrie, například Kurdové či Arméni, kteří mají syrské občanství. Odhaduje se, že v Sýrii žije asi 18 milionů Syřanů a syrská diaspora v zahraničí čítá přibližně 15 milionů obyvatel. Jedná se především o syrské křesťany žijící v mnoha zemích Evropy, Ameriky a v Austrálii. U Syřanů, kteří emigrovali do některé z arabských zemí, se syrská identita obvykle dlouho neudrží, protože existují minimální rozdíly mezi Araby žijícími v Levantě – území bylo rozděleno až na počátku 20. století Sykesovou–Picotovou smlouvou.

## Syřané, otcové Židů
Dějinný význam Syřanů je zmíněn v Bibli. Dříve, než se stali většinově nepřáteli Izraelského království, byli genealogicky spojeni se Židy jako jejich předci. Židé byli podle Deuteronomia 26, 4-5 zavázáni vyznat před oltářem svůj původ v syrské národnosti:
"Kněz vezme košík z tvé ruky, postaví jej před oltář Jahve, tvého Boha. Potom začneš mluviti před svým Bohem, Jahvem: Kočující Aramej byl mým předkem. Sešel do Egypta s trochou lidí, prodléval tam a tam se vyvinul v národ veliký, silný a početný." V jednom z překladů je Aramej překládán do modernější podoby Syřan. Za předka či otce podle dikce Deuteronomia je považován Izákův syn Jákob, jehož rodina měla syrskou národnost. Izák po otci kaldejskou. Za první Židy jsou považováni až Jákobovi synové, otcové izraelského národa, potažmo náboženským významem i Jákob po přijetí jména Izrael.